# Championnat d'Espagne de football 1960-1961
Navigation
Primera División 1959-60 Primera División 1961-62
Le championnat d'Espagne de football 1960-1961 est la 30e édition du championnat. Elle est remportée par le Real Madrid. Organisée par la Fédération espagnole de football, elle se dispute du 13 septembre 1959 au 17 avril 1960.
Le club madrilène l'emporte avec douze points d'avance sur l'Atlético Madrid et dix-neuf sur le troisième, le Real Saragosse. C'est le septième titre des « Merengues » en championnat.
Le système de promotion/relégation ne change pas : descente et montée automatique pour les deux derniers de division 1 et les deux premiers des deux groupes de deuxième division, barrages de promotion pour les treizième et quatorzième de division 1 et les deuxième des deux groupes de division 2. En fin de saison, le Real Valladolid et le Racing Santander sont relégués en deuxième division. Ils sont remplacés la saison suivante par l'Osasuna Pampelune et le CD Tenerife.
L'attaquant hongrois Ferenc Puskás, du Real Madrid, termine, pour la deuxième fois, meilleur buteur du championnat avec 28 réalisations.

## Règlement de la compétition
Le championnat de Primera División est organisé par la Fédération espagnole de football, il se déroule du 13 septembre 1959 au 17 avril 1960.
Il se dispute en une poule unique de 16 équipes qui s'affrontent à deux reprises, une fois à domicile et une fois à l'extérieur. L'ordre des matchs est déterminé par un tirage au sort avant le début de la compétition.
Le classement final est établi en fonction des points gagnés par chaque équipe lors de chaque rencontre : deux points pour une victoire, un pour un match nul et aucun en cas de défaite. En cas d'égalité de points entre deux ou plusieurs de clubs en fin de championnat, le classement se fait à la différence de buts. L'équipe possédant le plus de points à la fin de la compétition est proclamée championne. En fin de saison, les deux derniers du championnat sont relégués en Segunda División et remplacés par les deux premiers des deux groupes de ce championnat. Des barrages de promotion sont disputés entre les treizième et quatorzième de division 1 et les deuxième des deux groupes de division 2.

## Équipes participantes
Cette saison de championnat se dispute à 16 équipes. RCD Majorque dispute sa première saison en Primera División.
| \| A. Bilbao Atlético Madrid CF Barcelone Séville CF Real Madrid Espanyol Valence CF Real Sociedad Real Oviedo Betis Balompié Real Saragosse Grenade CF Real Valladolid Elche CF RCD Majorque Real Santander \| Localisation des clubs engagés dans le championnat. |
| A. Bilbao Atlético Madrid CF Barcelone Séville CF Real Madrid Espanyol Valence CF Real Sociedad Real Oviedo Betis Balompié Real Saragosse Grenade CF Real Valladolid Elche CF RCD Majorque Real Santander                                                           |

| Clubs              | Ville             | Stade                 | Capacité |
| ------------------ | ----------------- | --------------------- | -------- |
| Atlético Bilbao    | Bilbao            | San Mamés             | 41 400   |
| Atlético Madrid    | Madrid            | Metropolitano         | 58 000   |
| CF Barcelone       | Barcelone         | Camp Nou              | 83 868   |
| Betis Balompié     | Séville           | Heliópolis            | 16 060   |
| Espanyol Barcelone | Barcelone         | Sarriá                | 38 295   |
| Elche CF           | Elche             | Altabix (es)          | 12 000   |
| Grenade CF         | Grenade           | Los Cármenes          | 12 700   |
| RCD Majorque       | Palma de Majorque | Lluís Sitjar          | 14 600   |
| Real Madrid        | Madrid            | Santiago Bernabéu     | 90 123   |
| Real Oviedo        | Oviedo            | Carlos-Tartiere       | 20 000   |
| Real Santander     | Santander         | El Sardinero          | 18 500   |
| Real Saragosse     | Saragosse         | La Romareda           | 32 416   |
| Real Sociedad      | Saint-Sébastien   | Atocha                | 21 650   |
| Séville CF         | Séville           | Ramón Sánchez-Pizjuán | 46 000   |
| Valence CF         | Valence           | Mestalla              | 53 190   |
| Real Valladolid    | Valladolid        | José Zorrilla (es)    | 21 333   |

## Classement
| Rang | Équipe              | Pts | J  | G  | N  | P  | Bp | Bc | Diff |
| ---- | ------------------- | --- | -- | -- | -- | -- | -- | -- | ---- |
| 1    | Real Madrid         | 52  | 30 | 24 | 4  | 2  | 89 | 25 | +64  |
| 2    | Atlético Madrid C   | 40  | 30 | 17 | 6  | 7  | 57 | 35 | +22  |
| 3    | Real Saragosse      | 33  | 30 | 12 | 9  | 9  | 54 | 53 | +1   |
| 4    | CF Barcelone T      | 32  | 30 | 13 | 6  | 11 | 62 | 47 | +15  |
| 5    | Valence CF          | 32  | 30 | 11 | 10 | 9  | 46 | 42 | +4   |
| 6    | Real Betis Balompié | 30  | 30 | 11 | 8  | 11 | 42 | 44 | -2   |
| 7    | Atlético Bilbao     | 30  | 30 | 12 | 6  | 12 | 42 | 41 | +1   |
| 8    | Real Sociedad       | 30  | 30 | 10 | 10 | 10 | 37 | 46 | -9   |
| 9    | RCD Majorque P      | 28  | 30 | 12 | 4  | 14 | 38 | 41 | -3   |
| 10   | Espanyol Barcelone  | 27  | 30 | 12 | 3  | 15 | 46 | 46 | 0    |
| 11   | Séville CF          | 27  | 30 | 9  | 9  | 12 | 42 | 46 | -4   |
| 12   | Real Santander P    | 26  | 30 | 11 | 4  | 15 | 42 | 47 | -5   |
| 13   | Real Oviedo         | 26  | 30 | 10 | 6  | 14 | 39 | 54 | -15  |
| 14   | Elche CF            | 25  | 30 | 9  | 7  | 14 | 48 | 75 | -27  |
| 15   | Real Valladolid     | 25  | 30 | 11 | 3  | 16 | 39 | 52 | -13  |
| 16   | Grenade CF          | 17  | 30 | 5  | 7  | 18 | 32 | 61 | -29  |

- Champion, qualification pour la Coupe des clubs champions 1961-1962 en tant que champion
- Qualification pour la Coupe des vainqueurs de coupe de football 1961-1962 en tant que vainqueur de la Coupe d'Espagne
- Qualification pour la Coupe des villes de foires 1961-1962
- Barrages
- Relégation en Segunda División

Barrages de promotion
Les barrages opposent en matchs aller-retour Real Oviedo et Celta Vigo, deuxième du groupe 1 de division 2 et, Elche CF et CA Ceuta, deuxième du groupe 2 de division 2.
| Équipe 1    | Résultat | Équipe 2   | Aller | Retour |
| ----------- | -------- | ---------- | ----- | ------ |
| Real Oviedo | 3-2      | Celta Vigo | 1-0   | 2-2    |
| CA Ceuta    | 1-4      | Elche CF   | 1-0   | 0-4    |

Le Real Oviedo et Elche CF conservent au terme des rencontres de barrage leur place en Primera División.

## Bilan de la saison
| Championnat d'Espagne de football 1960-1961 |                        |
| Champion                                    | Real Madrid (7e titre) |
| Dauphin                                     | Atlético de Madrid     |
| Coupes et trophées                          |                        |
| Vainqueur de la Coupe d'Espagne 1960-1961   | Atlético Madrid        |
| Promotions et relégations                   |                        |
| Promus en Primera División                  | Osasuna Pampelune      |
| Promus en Primera División                  | CD Tenerife            |
| Relégués en Segunda División                | Real Valladolid        |
| Relégués en Segunda División                | Grenade CF             |